# 安德烈·西克斯
安德烈·西克斯（法語：André Six，1879年7月15日—1915年4月1日），法国男子游泳运动员。他曾代表法国参加1900年夏季奥林匹克运动会游泳比赛，获得男子潜泳银牌。他于1910年加入法国军队。